# Crambus
Crambus es un género de polillas de la familia Crambidae, que incluye alrededor de 155 especies, distribuidas globalmente. Algunas especies pueden causar daños en plantas.

## Ciclo vital

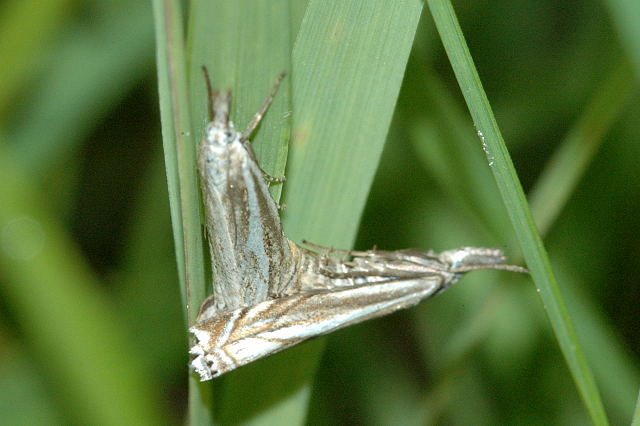
Crambus patella apareándose

Crambus tienen un ciclo de vida bivoltino (dos generaciones por año) con cuatro fases: huevo, larva, pupa e imago (adulto). Pasan el invierno como larvas en su último o penúltimo estadio en la paja o el suelo. Cuando calienta, las larvas pasan al estadio de pupa y las polillas adultas aparecen a finales de la primavera o principios del verano. La primera generación de huevos se pone en junio, y las larvas aparecen en junio y duran hasta julio. Las polillas adultas aparecen desde julio hasta agosto. En condiciones favorables, se produce una segunda generación, y la etapa adulta pone los huevos a principios de octubre.

### Huevo
Los huevos de las especies de Crambus son secos y no adhesivos, con una forma ovalada a elíptica. Los huevos de la mayoría de las especies son de color blanco a blanco cremoso cuando recién puestos, pero más tarde se vuelven de color naranja o rojo brillante. El tamaño de los huevos varía según la especie, pero oscila entre 0,3 mm y 0,6 mm.

### Larva
El color de las larvas varía de verdoso a beige, marrón o gris, y la mayoría de las larvas tienen manchas oscuras y circulares que se extienden por todo el cuerpo. Desde el primer estadio larval hasta el tercero, la cabeza es negra, pero las larvas en estadios posteriores tienen la cabeza de color marrón claro con varias formaciones negras. En el primer estadio, la cabeza tiene un ancho de 0,19-0,23 mm, y crece hasta 1,23-2,21 mm en el último estadio. La longitud completa de las larvas es de 9-13 mm (0,4-0,5 pulg.) en la primera fase y de 24-28 mm (0,9-1,1 pulg.) en la última fase.
Las larvas del género Crambus se alimentan principalmente de gramíneas. Sus principales plantas hospederas son los pastos de estaciones frías, se tienen menos registros de que esta especie se alimente de pastos de estaciones cálidas. Algunas especies también se alimentan de maíz, trigo, centeno, avena, hierba timotea y otros pastos en pastizales y praderas, y la mayor parte del daño ocurre en áreas con césped permanente. El daño causado es más pronunciado durante las épocas de sequía.

### Pupa
La pupa se desarrolla en un capullo de seda adherido a partículas de tierra, restos de plantas y partículas fecales. El capullo se asemeja a una pequeña masa de tierra, mientras que la pupa misma es de color amarillo pálido al principio, oscureciéndose a un marrón caoba. Las pupas miden 8-10 mm (0.3-0.4 in) de largo por 2.5 mm (0.1 in) de ancho.

### Adulto
La polilla adulta es blanquecina o gris claro a bronceado. Muchas especies tienen diseños de colores, incluyendo plateado, dorado, amarillo, marrón y negro. Las polillas miden aproximadamente 12 mm (0,5 pulg.) de largo, con una envergadura de 20-25 mm (0,8-1,0 pulg.). Al igual que otras polillas de esta familia, tienen largos palpos labiales que se extienden delante de sus cabezas, y doblan sus alas debajo de sus cuerpos, lo que las hace más delgadas y difíciles de ver mientras descansan sobre las plantas.

## Daños
Las polillas Crambus se reconocieron por primera vez como una grave plaga en los céspedes y campos de golf durante la sequía de 1928-1934 que afectó a la mayor parte de los Estados Unidos. A diferencia de muchas de las otras plagas de césped más destructivas, Crambus es nativo de los Estados Unidos y no fue introducido.
La mayoría de los daños se producen durante la primera fase, cuando el gusano solo se alimenta del follaje del césped. El daño se ve a menudo como una pequeña área de hojas que son de color amarillo a marrón. Los gusanos no se ven debido a su naturaleza nocturna. Durante el día, el gusano de la telaraña del césped se puede encontrar en su madriguera en el centro del área dañada. Aunque el daño puede ser una molestia para la vista, no daña el césped porque no se daña la corona de la planta. En un césped bien cortado y en condiciones de sequía, el daño es más severo que en un césped mal mantenido. En el césped cortado de cerca, los síntomas aparecerán más rápidamente y de forma más prominente. Durante las condiciones de sequía, el daño es más severo porque el daño a menudo no se ve hasta que haya lluvia.

### Control
Se usan métodos de control de plagas cuando la infestación llega a cierto nivel. Para considerar una infestación grave por parte de estas especies, deben encontrarse 12 larvas en un área de 0,1 metros cuadrados (1,1 pies cuadrados). Para comprobar esto, se colocan cacerolas huecas con un empapado de piretro o detergente y se deja reposar durante 10 minutos, luego se cuentan las larvas en el área. Durante los períodos de crecimiento máximo, el césped a menudo puede recuperarse por sí mismo y no muestra daños graves. Para el césped de alta calidad que no puede mostrar ningún daño o infestación seria, se deben atraer los depredadores de estos insectos, incluyendo aves e insectos depredadores, tales como escarabajos, moscas asílidas y avispas. La larva también es propensa a la infección por microorganismos como Beauveria bassiana y Nosema (Microsporidia). Los nematodos parásitos como Steinernema carpocapsae y Heterorhabditis heliothidis también pueden infectar a las especies de Crambus.

## Taxonomía
El género Crambus fue erigido por Johan Christian Fabricius en 1798, y fue utilizado originalmente para cubrir especies que ahora se consideran pertenecientes a los Noctuidae. La especie tipo fue designada por John Curtis en 1826 como Phalaena pascuella (actualmente denominada Crambus pascuella). Fabricius incluía originalmente 62 especies, un número que había aumentado en 1940 a 116, de las cuales solo 98 se consideraban válidas. Una estimación de 1986 sugería que había "quizás había 400" especies de Crambus. Actualmente las especies del género son las siguientes:
- Crambus achilles Błeszyński, 1961
- Crambus acyperas Hampson, 1919
- Crambus agitatellus Clemens, 1860
- Crambus ainslieellus Klots, 1942
- Crambus albellus Clemens, 1860
- Crambus albifrons Schaus, 1913
- Crambus alexandrus Kirpichnikova, 1979
- Crambus alienellus (Germar E. F. & Fr. Kaulfuss, 1817)
- Crambus angulatus Barnes & McDunnough, 1918
- Crambus angustalatellus Maassen, 1890
- Crambus angustexon Błeszyński, 1962
- Crambus archimedes Błeszyński, 1961
- Crambus argyrophorus Butler, 1878
- Crambus aristophanes Błeszyński, 1961
- Crambus arnaudiae Rougeot, 1977
- Crambus athamas Błeszyński, 1961
- Crambus attis Bassi, 2012
- Crambus autotoxellus Dyar, 1914
- Crambus averroellus Bassi, 1990
- Crambus awemellus McDunnough, 1921
- Crambus bachi Bassi, 2012
- Crambus bellinii Bassi in Bassi & Trematerra, 2014
- Crambus bellissimus Błeszyński, 1961
- Crambus berliozi Bassi, 2012
- Crambus bidens Zeller, 1872
- Crambus bidentellus Hampson, 1919
- Crambus bigelovi Klots, 1967
- Crambus bipartellus South in Leech & South, 1901
- Crambus boislamberti Rougeot, 1977
- Crambus brachiiferus Hampson, 1919
- Crambus braunellus Klots, 1940
- Crambus brunneisquamatus Hampson, 1919
- Crambus caligula Błeszyński, 1961
- Crambus claviger Staudinger, 1899
- Crambus coccophthorus Błeszyński, 1962
- Crambus cockleellus Kearfott, 1908
- Crambus cormieri Błeszyński, 1961
- Crambus coryolanus Błeszyński, 1961
- Crambus cypridalis Hulst, 1886
- Crambus cyrilellus Klots, 1942
- Crambus cyrnellus Schawerda, 1926
- Crambus daeckellus Haimbach, 1907
- Crambus damotellus Schaus, 1922
- Crambus dedalus Bassi, 2000
- Crambus delineatellus Hampson, 1896
- Crambus descarpentriesi (Rougeot, 1977)
- Crambus dianiphalis Hampson, 1908
- Crambus diarhabdellus Hampson, 1919
- Crambus dimidiatellus Grote, 1883
- Crambus ellipticellus Hampson, 1919
- Crambus elongatus Hampson, 1919
- Crambus erechtheus Bassi, 1992
- Crambus ericella (Hübner, 1813)
- Crambus erostratus Bassi, 1992
- Crambus eurypides Błeszyński, 1961
- Crambus falcarius Zeller, 1872
- Crambus frescobaldii Bassi, 2012
- Crambus gausapalis Hulst, 1886
- Crambus geleches Błeszyński, 1967
- Crambus girardellus Clemens, 1860
- Crambus guerini Błeszyński, 1961
- Crambus hamella (Thunberg, 1794)
- Crambus hampsoni Błeszyński, 1961
- Crambus harrisi Klots, 1967
- Crambus hastifer Staudinger, 1899
- Crambus hemileucalis Hampson, 1896
- Crambus heringiellus Herrich-Schäffer, 1848
- Crambus humidellus Zeller, 1877
- Crambus icarus Błeszyński, 1961
- Crambus isshiki Matsumura, 1925
- Crambus johnsoni Klots, 1942
- Crambus jupiter Błeszyński, 1963
- Crambus kazitaellus Bassi, 1986
- Crambus kumatakellus Shibuya, 1928
- Crambus kuzakaiensis Okano, 1960
- Crambus lacteella Janse, 1922
- Crambus laqueatellus Clemens, 1860
- Crambus lascaellus Druce, 1896
- Crambus lathoniellus (Zincken, 1817)
- Crambus leachellus (Zincken, 1818)
- Crambus leuconotus Zeller, 1881
- Crambus leucoschalis Hampson, 1898
- Crambus lyonsellus Haimbach, 1915
- Crambus magnificus Błeszyński, 1956
- Crambus melanoneurus Hampson, 1919
- Crambus mesombrellus Hampson, 1919
- Crambus microstrigatus Hampson, 1919
- Crambus midas Błeszyński, 1961
- Crambus moeschleralis Schaus, 1940
- Crambus monostictus Hampson, 1919
- Crambus mozarti Bassi, 2012
- Crambus multilinellus Fernald, 1887
- Crambus multiradiellus Hampson, 1896
- Crambus narcissus Błeszyński, 1961
- Crambus nephretete Błeszyński, 1961
- Crambus netuncus Bassi, 2012
- Crambus neurellus Hampson, 1919
- Crambus nigriscriptellus South in Leech & South, 1901
- Crambus nigrivarialis Gaede, 1916
- Crambus niitakaensis Marumo, 1936
- Crambus nivellus (Kollar in Kollar & Redtenbacher, 1844)
- Crambus nolckeniellus Zeller, 1872
- Crambus occidentalis Grote, 1880
- Crambus okinawanus Inoue, 1982
- Crambus ovidius Błeszyński, 1961
- Crambus palustrellus Ragonot, 1876
- Crambus paris Bassi, 2012
- Crambus pascuella (Linnaeus, 1758)
- Crambus patulellus Walker, 1863
- Crambus pavidellus Schaus, 1913
- Crambus perlella (Scopoli, 1763)
- Crambus perspicuus Walker, 1870
- Crambus praefectellus (Zincken, 1821)
- Crambus pratella (Linnaeus, 1758)
- Crambus prometheus Błeszyński, 1961
- Crambus proteus Bassi & Mey in Mey, 2011
- Crambus pseudargyrophorus Okano, 1960
- Crambus psychellus Maassen, 1890
- Crambus puccinii Bassi, 2000
- Crambus pythagoras Błeszyński, 1961
- Crambus quinquareatus Zeller, 1877
- Crambus racabellus Druce, 1896
- Crambus reducta Janse, 1922
- Crambus richteri Błeszyński, 1963
- Crambus rickseckerellus Klots, 1940
- Crambus rossinii Bassi, 2012
- Crambus sachaensis Ustjuzhanin, 1988
- Crambus saltuellus Zeller, 1863
- Crambus sanfordellus Klots, 1942
- Crambus sapidus Błeszyński, 1967
- Crambus sargentellus Klots, 1942
- Crambus satrapellus (Zincken, 1821)
- Crambus sebrus Błeszyński, 1961
- Crambus sectitermina Hampson, 1910
- Crambus sibirica Alphéraky, 1897
- Crambus silvella (Hübner, 1813)
- Crambus sinicolellus Caradja, 1926
- Crambus sjoestedti Aurivillius, 1910
- Crambus sparselloides Bassi, 1986
- Crambus sparsellus Walker, 1866
- Crambus sperryellus Klots, 1940
- Crambus sudanicola Strand, 1915
- Crambus tenuis Bassi, 1992
- Crambus tenuistriga Hampson, 1898
- Crambus tessellatus Hampson, 1919
- Crambus themistocles Błeszyński, 1961
- Crambus thersites Błeszyński, 1961
- Crambus theseus Bassi, 2000
- Crambus tomanaellus Marumo, 1936
- Crambus trichusalis Hulst, 1886
- Crambus tutillus McDunnough, 1921
- Crambus uliginosellus Zeller, 1850
- Crambus uniformella Janse, 1922
- Crambus unistriatellus Packard, 1867
- Crambus vagistrigellus de Joannis, 1913
- Crambus varii Bassi, 2012
- Crambus viettellus Błeszyński & Collins, 1962
- Crambus virgatellus Wileman, 1911
- Crambus vittiterminellus Hampson, 1919
- Crambus vulcanus Bassi, 2000
- Crambus watsonellus Klots, 1942
- Crambus whalleyi Błeszyński, 1960
- Crambus whitmerellus Klots, 1942
- Crambus xonorus Błeszyński, 1963
- Crambus youngellus Kearfott, 1908
- Crambus zelator Bassi, 1992